# 越谷隕石
越谷隕石（こしがやいんせき）は、1902年3月8日に埼玉県南埼玉郡桜井村大字大里（現在の越谷市）に落下した隕石。2023年2月23日、国際隕石学会に登録された。

## 経緯
1902年（明治35年）3月8日の明け方、埼玉県南埼玉郡桜井村大字大里の中村喜八所有の田畑に、火山の噴火するような音と共に隕石が落下した。近隣に住む中村の分家の男性が屋外の便所に向かっていたところその現場に居合わせており、西の方から物凄い音をたてて迫る隕石に驚いて家に飛び込み戸を閉めたという。数日後に様子を見に行った中村は田畑に大きな穴を発見し、深さ1メートルほどにあった底から隕石1個を発見した。大きさは横幅18センチメートル、高さ10センチメートルで、総重量は4.05キログラムあり、回収された際には見物客が群集したという。

## 登録
この後隕石は長らく中村家に保管されていたが、2021年に越谷市郷土研究会を通じて国立科学博物館に成分分析の依頼があり、ガンマ線測定の結果、宇宙線により生成される放射性同位体のアルミニウム26が検出され、正式に隕石であると確認された。また、同じく宇宙線由来の放射性同位体であるナトリウム22は検出されなかった。ナトリウム22の半減期は約2.6年であり、これは隕石が含有する全てのナトリウム22が壊変するまでの数十年にわたって地球に留まっていたことを示唆するもので、落下日時の記録に矛盾はないことも明らかになった。
国立極地研究所による組成分析の結果からは、L4普通コンドライトとして分類され、S型小惑星由来の隕石であると推定されている。L4に分類される隕石の国内での発見は、1882年に佐賀県白石町に落下した福富隕石以来2例目である。
これらの結果からこの隕石の名称を「越谷隕石（Koshigaya）」として国際隕石学会に登録の申請をした。2023年2月16日、日本で発見された54例目の隕石として承認され、23日には学会のデータベースに登録された。国内で確認された隕石としては、習志野隕石に続いて54例目、埼玉県で発見された隕石としては1958年に深谷市に落下した岡部隕石、1986年に狭山市に落下した狭山隕石に次いで3例目である。
2023年3月24日現在は九州大学においてアルゴンを中心とした貴ガス分析が進められており、国立科学博物館内での一部展示も予定されている。